# Regionaltåg

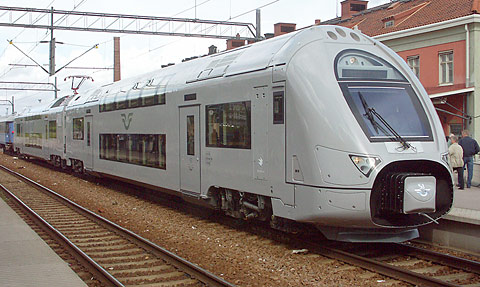
Ett regionaltåg av typen X40 på järnvägsstationen i Eskilstuna 2005.

Regionaltåg är persontåg som trafikerar ett större område än rena lokaltåg och pendeltåg, ofta några angränsande län, men mindre än fjärrtåg. De används ofta av arbetspendlare som har långt till arbetet.
Regionaltåg är ofta en avgörande faktor för att åstadkomma regionförstoring.

## Regionaltåg i Sverige
I Sverige drivs regionaltåg kommersiellt eller i samarbete mellan trafikhuvudmän och tågoperatörer.
Vissa tåg kan kallas förlängda regionaltåg. De har för lång restid mellan ändpunkterna för att passa för arbetspendling, men de har ändå stoppmönster och biljettyper som passar arbetspendlare och de används till stor del av arbetspendlare på delsträckor, exempelvis Öresundstågen.

### Urval av regionaltågssystem i Sverige
- Krösatågen
- Mälartåg
- Norrtåg
- Tåg i Bergslagen
- Öresundstågen
- Västtågen

### Urval av svenska vagnstyper
- ER1
- X31
- X40
- X50/X51/X52/X53/X54
- X61
- Y2

## Regionaltåg i Finland

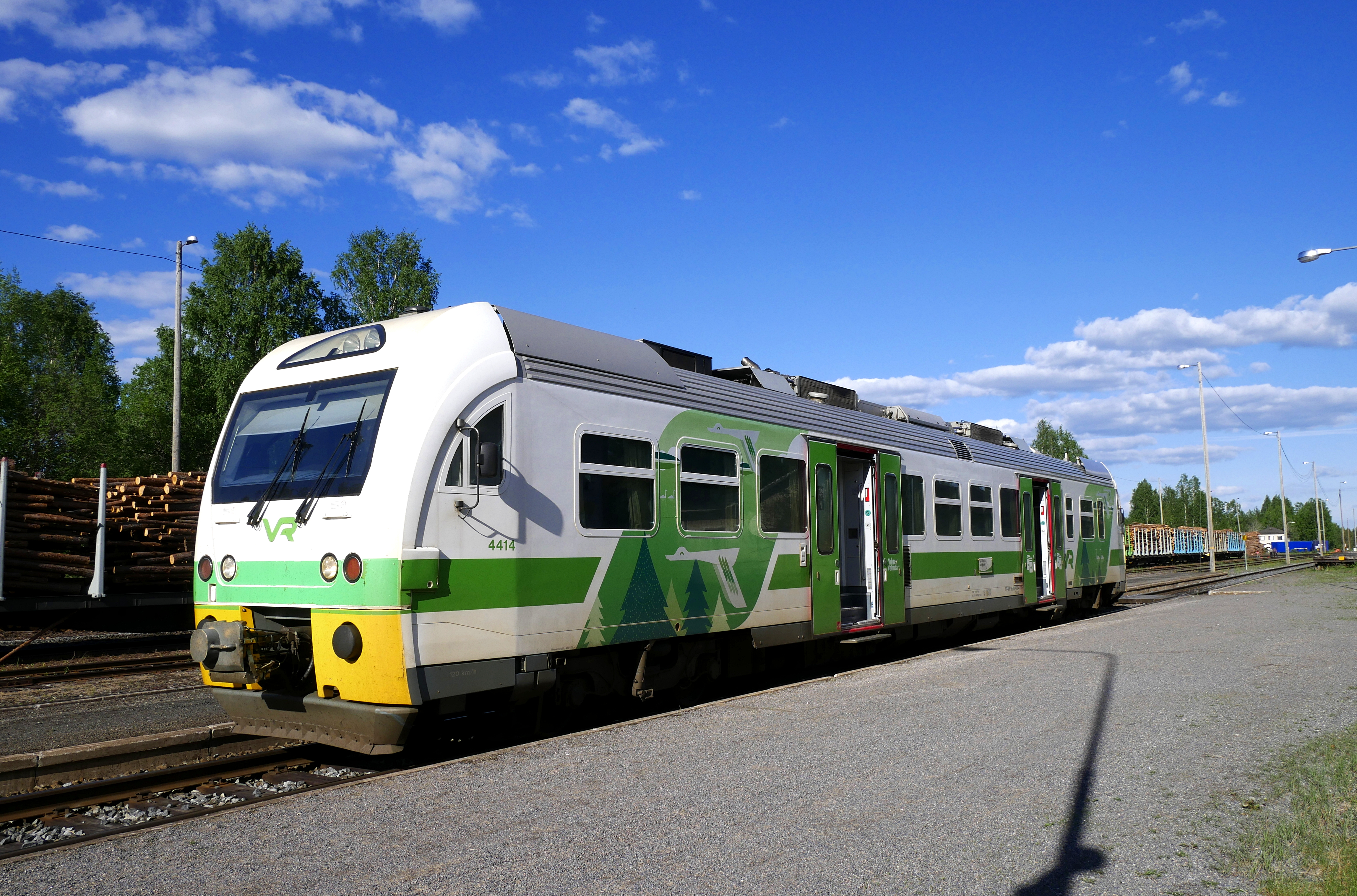
Dm12-rälsbuss

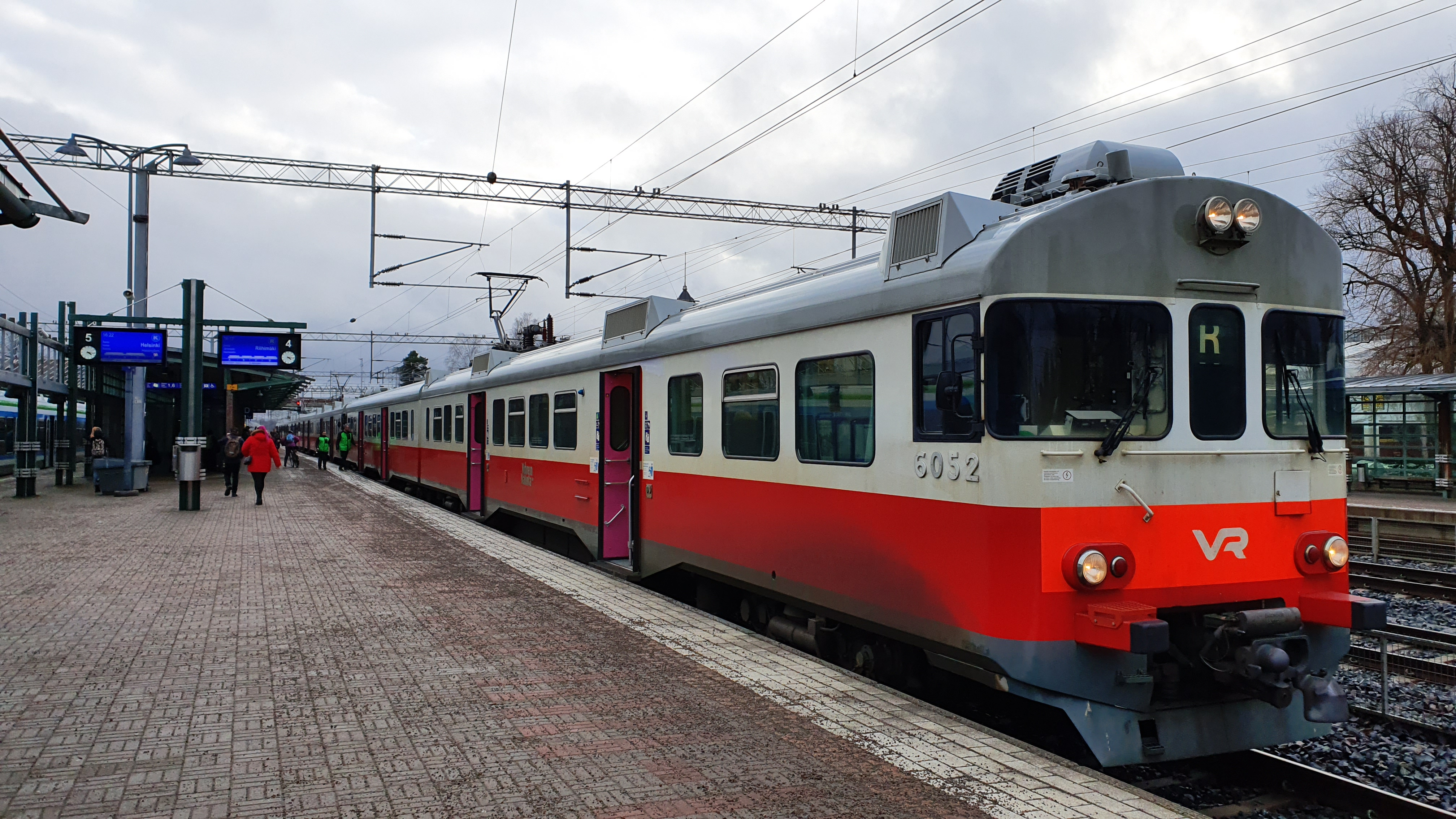
Sm2-elmotorsvagnståg

Regionaltågen i Finland körs av Dm12-rälsbussar och Sm2-elmotorvagnar.

### Regionaltågsrutter

#### Med Dm12-rälsbussar
- Idensalmi–Ylivieska
- Parikkala–Nyslott
- Joensuu–Nurmes
- Joensuu–Pieksämäki
- Haapamäki–Tammerfors
- Haapamäki–Seinäjoki
- Haapamäki–Jyväskylä
- Karis–Hangö (tillfälligt avbrott, preliminärt till början av 2024[1])

#### Med Sm2-elmotorvagnar
- Lahtis-Kouvola
- Kouvola-Kotka